# Das Spukhaus

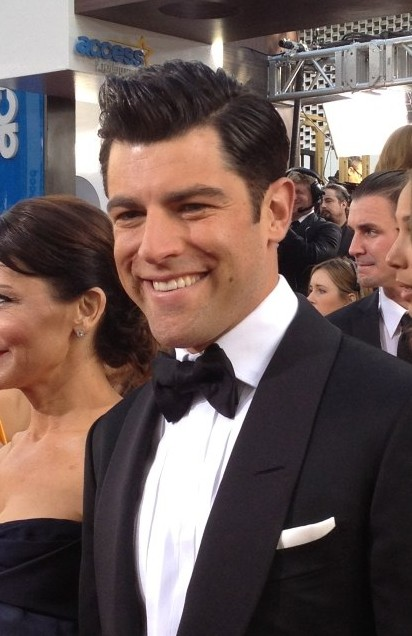
Max Greenfield (2013)

Das Spukhaus (Originaltitel The Hauntening) ist die dritte Folge der sechsten Staffel der animierten Comedyserie Bob’s Burgers und die 91. insgesamt. Sie wurde von Steven Davis und Kelvin Yu geschrieben, Regie führte Jennifer Coole. Als Gastsprecher tritt Max Greenfield auf, der im Original dem Boybandmitglied Boo Boo seine Stimme leiht. Die Erstausstrahlung in den USA fand am 18. Oktober 2015 auf dem Fox Network statt, die deutschsprachige Erstausstrahlung erfolgte am 26. März 2017 auf Comedy Central. Davis und Yu erhielten für diese Episode einen Annie Award. In dieser Folge fährt die Familie Belcher an Halloween zu einem Spukhaus, in dem die Eltern ihre Kinder, insbesondere Louise, erschrecken wollen.

## Handlung
In ihrem Restaurant erzählen Bob und Linda Belcher ihrem Stammkunden Teddy, dass sie jedes Jahr an Halloween mit ihren Kindern zu einem Spukhaus fahren. Louise freut sich nicht, denn sie hat sich dort nie erschreckt, würde es aber gerne. Die Eltern erklären, dass sie dieses Mal selbst ein solches vorbereitet haben. Louise fragt ihre Geschwister Tina und Gene, ob sie davon etwas wissen, diese verneinen.
Linda und Bob bieten den Kindern eine Führung durch das Spukhaus, schaffen es aber nicht, sie zu erschrecken. Louise hat daraufhin die Idee, ihre Eltern zu erschrecken. Hierzu verstecken sich die Kinder in einem Laubhaufen im Garten und springen heraus, als diese dorthin kommen. Die Familie beschließt, nach Hause zu fahren, aber in einem der Reifen ihres Autos ist nicht mehr genug Luft. Auf der Straße sehen sie einen Mann, der ihnen nicht hilft und zudem bedrohlich aussieht. Sie gehen ins Haus und Bob versucht, einen Abschleppdienst zu rufen. Als sie merkwürdige Geräusche aus dem Keller hören, gehen sie nachsehen, bekommen dann allerdings Angst und gehen zurück ins Erdgeschoss. Der Mann, den sie zuvor draußen gesehen haben, versucht die Haustür zu öffnen, sodass sie nach oben gehen. Als sie merken, dass der Mann im Haus ist, schließen sie sich im Badezimmer ein. Da der Mann versucht, in das Badezimmer zu gelangen, steigt die Familie durch das Fenster auf den Vorsprung. Als Louise den Mann am Fester sieht, schreit sie vor Angst. Linda fotografiert sie dabei und die Familie erklärt ihr, dass das alles ein Trick war, um sie zu erschrecken. Gene und Tina waren ebenfalls eingeweiht.
Während die Kinder im Garten ihre Eltern erschreckt haben, hat Teddy Luft aus dem Reifen gelassen. Ihr Stammgast Mort war im Keller und hat dort Geräusche erzeugt, das Haus gehört seiner Mutter, ihr Freund ist der Mann, der Louise erschreckt hat. Diese freut sich darüber sehr und bedankt sich bei ihrer Familie. Nachdem die Belchers wieder zu Hause sind, sehen sie sich das Musikvideo zu I Love U So Much (It’s Scary) der Boyband Boyz 4 Now aus der gleichnamigen Episode an.

## Rezeption
Alasdair Wilkins vom A.V. Club bewertete die Folge mit „B“ und schrieb dazu:

“Over the course of the episode, though, [Louise] shifts, first to her more familiar hellion role and then into what she fundamentally is, which is a little kid, and in this case a scared little kid. This is also a great episode for Louise being brutally honest in her comments and provoking similar candor right back: Look at how readily Bob admits that, yeah, being old is scary, or that the kids jumping out of a bunch of leaves was way more effective than his and Linda’s elaborate haunted house. Those exchanges would be amusing enough if they were just between two strangers, but it becomes properly hilarious because of our familiarity with Louise and Bob’s personalities, perspectives, and mannerisms, not to mention Schaal’s and H. Jon Benjamin’s performance.”

„Im Verlauf der Episode ändert sich [Louise], zuerst in ihre vertrautere Teufelsbraten-Rolle und dann in das, was sie im Grunde ist, das ist ein kleines Kind und in diesem Fall ein ängstliches kleines Kind. Das ist außerdem eine großartige Folge für Louise um schonungslos ehrlich bei ihren Kommentaren zu sein und ähnliche Offenheit zu provozieren, die zu ihr zurück kommt: Seht wie bereitwillig Bob zustimmt, dass, ja, alt sein erschreckend ist oder dass die Kinder, wie sie aus dem Laubhaufen gesprungen sind, deutlich effektiver war als sein und Lindas erdachtes Spukhaus. Dies wäre schon unterhaltsam genug, wenn es mit zwei Fremden passieren würde, aber es wird richtig lustig aufgrund unserer Vertrautheit mit Louises und Bobs Persönlichkeiten, Sichtweisen und Angewohnheiten, ganz abgesehen von Schaals und H. Jon Benjamins Leistung.“

Steven Davis und Kelvin Yu erhielten einen Annie Award in der Kategorie Outstanding Achievement, Writing in an Animated TV/Broadcast Production für das Drehbuch für diese Episode.

## Weblink
- Das Spukhaus bei IMDb